# Precis rubrofasciata
Precis rubrofasciata är en fjärilsart som beskrevs av Suffert 1904. Precis rubrofasciata ingår i släktet Precis och familjen praktfjärilar. Inga underarter finns listade i Catalogue of Life.